# Commando Scout
Commando Scout je egyptské průzkumné vozidlo, vyráběné v letech 1977–1987. Díky své menší velikosti a obratnosti v terénu velmi dobře splňuje účel průzkumného vozidla. Nepotřebuje žádnou kanónovou výzbroj, protože jeho účelem není zasazovat rány nepříteli, ale nalézt protivníka a přinést o něm zprávy. Je však možné vybavit Commando Scout střelami TOW.